# Elizabeth Gaunt
Elizabeth Gaunt (... – Londra, 23 ottobre 1685) è stata una presunta cospiratrice inglese, marginalmente coinvolta nel complotto di Rye House e giustiziata per tradimento. Fu l'ultima donna ad essere giustiziata per un reato politico in Inghilterra.

## Biografia
Figlia di Anthony Fothergill di Brownber, Elizabeth era sposata con il negoziante William Gaunt, con cui viveva nei pressi della parrocchia di Santa Maria a Whitechapel. Di fede anabattista e politicamente schierata con i Whigs, era nota per dare rifugio a perseguitati religiosi e politici.
Dopo il fallimento del complotto di Rye House, aiutò il cospiratore James Burton a fuggire ad Amsterdam, anche se lei non svolse alcun ruolo nella congiura. Dopo il suo arresto nel 1685, Burton barattò la propria libertà con il nome di altri cospiratori e Burton rivelò prontamente quello della Gaunt. Nell'ottobre 1685 fu condannata a morte per tradimento all'Old Bailey. David Hume commentò amaramente che Burton aveva ricevuto un perdono come ricompensa per il suo tradimento mentre la Gaunt era stata bruciata viva per la sua carità.
Elizabeth Gaunt considerò la propria situazione quella di una martire e coloro che seguirono il processo furono commossi dalla sua serenità e prontezza di spirto. Fu arsa viva a Londra dopo che le fu negata la grazie di essere strangolata prima; William Penn assistette all'esecuzione e commentò che la donna affrontò il rogo con un coraggio che toccò gli spettatori.